# レスティゴーシュ級駆逐艦
レスティゴーシュ級駆逐艦（英語: Restigouche-class destroyer）は、カナダ海軍の駆逐艦（護衛駆逐艦）の艦級。先行するサン・ローラン級の小改正型として、1959年に7隻が就役した。

## 来歴
1940年代末より、カナダとして初めて独自に設計した大型水上戦闘艦であるサン・ローラン級の計画が進められており、当初計画では14隻の建造が予定されていた。その後、1952年発注分の後期建造分7隻については、艦砲など設計の一部を変更した小改正型として建造することとなった。これによって建造されたのが本級である。

## 設計
上記の経緯より、基本的な設計はサン・ローラン級のものが踏襲されており、当初は船体寸法も同一であった。その後、1968年から1973年にかけて、船体を1.6メートル延長する大規模な改修工事が行われた。吃水が増したのとあわせて、満載排水量にして20トン増大した。
機関もサン・ローラン級と同様、出力30,000馬力のイングリッシュ・エレクトリック製ギアード・タービンが搭載された。ボイラーはバブコック・アンド・ウィルコックス（B&W）社製の水管ボイラー2缶で、蒸気性状は圧力43.3 kgf/cm2 (616 lbf/in2)、温度454 °C (849 °F)であった。電源の合計出力は、当初はサン・ローラン級と同じく1,400キロワットであったが、1980年代のDELEX改修の際に出力400キロワットの発電機1基を追加搭載した。

## 装備

### C4ISR
レーダーはサン・ローラン級と同様で、対空捜索用としてAN/SPS-12、対水上捜索用としてAN/SPS-10を搭載していた。その後、1980年代のDELEX改修の際に、対空捜索レーダーをSPS-503に更新するとともに一般航海用レーダーが追加搭載された。このSPS-503は、プレッシー社のAWS-4レーダーのアンテナを利用して国内開発したものであった。
ソナーもサン・ローラン級と同様で、探信儀としてSQS-503、海底捜索用としてSQS-501（英海軍162型）、対潜迫撃砲の目標捕捉用としてSQS-502（英海軍170B型）を搭載した。その後、船体延長工事の際にSQS-505可変深度ソナーが追加装備された。
1980年代のDELEX改修では、レーダーの更新とともに、ADLIPS（Automatic Data Link Plotting System）戦術情報処理装置を搭載し、リンク 11の運用に対応した。またAN/WSC-3衛星通信装置も搭載された。

### 武器システム
サン・ローラン級からの最大の変更点が艦砲で、31番砲を50口径76mm連装速射砲（Mk.33 3インチ砲）から70口径76mm連装速射砲（ヴィッカースMk.6）に変更した。一方、艦尾側の32番砲は、サン・ローラン級と同じく50口径76mm連装速射砲（Mk.33 3インチ砲）のままとされていた。砲射撃指揮装置（GFCS）としては、当初はMk.69が搭載されており、後にデジタル化されたMk.60に更新された。追尾レーダーはサン・ローラン級と同じくAN/SPG-48が用いられた。
対潜兵器は、当初はサン・ローラン級と同様、艦尾甲板に3連装のリンボーMk.10対潜迫撃砲2基を設置していた。その後、船体延長工事の際に、リンボー1基および32番砲を撤去するかわりに、上記のVDSとともにアスロック8連装発射機を搭載した。また1990年・1991年には、湾岸戦争を受けたペルシア湾岸への派遣任務に伴い、「テラ・ノヴァ」「レスティゴーシュ」ではリンボーとアスロックを撤去し、ハープーン艦対艦ミサイルの4連装発射筒2基や60口径40mm単装機銃2基、ファランクス20mmCIWSを搭載して、対空・対水上戦能力を強化した。またブローパイプないしジャベリン携帯型艦対空ミサイルやブローニングM2重機関銃も搭載された。

## 諸元表
|            | 新規建造時                                                    | DELEX改修後                                        | 湾岸派遣艦                                         |
| ---------- | ------------------------------------------------------------- | -------------------------------------------------- | -------------------------------------------------- |
| 満載排水量 | 2,880 t                                                       | 2,900 t                                            | 2,900 t                                            |
| 全長       | 111.5 m                                                       | 113.1 m                                            | 113.1 m                                            |
| 全幅       | 12.8 m                                                        | 12.8 m                                             | 12.8 m                                             |
| 吃水       | 4.1 m                                                         | 4.3 m                                              | 4.3 m                                              |
| 機関       | バブコック・アンド・ウィルコックス水管ボイラー×2基            | バブコック・アンド・ウィルコックス水管ボイラー×2基 | バブコック・アンド・ウィルコックス水管ボイラー×2基 |
| 機関       | イングリッシュ・エレクトリック蒸気タービン×2基 (計30,000 shp) |                                                    |                                                    |
| 機関       | スクリュープロペラ×2軸                                        |                                                    |                                                    |
| 速力       | 28 kt                                                         | 28 kt                                              | 28 kt                                              |
| 乗員       | 248名                                                         | 250名                                              | 290名                                              |
| 兵装       | 70口径76mm連装速射砲×1基                                      | 70口径76mm連装速射砲×1基                           | 70口径76mm連装速射砲×1基                           |
| 兵装       | 50口径76mm連装速射砲×1基                                      | アスロック8連装発射機×1基                          | 60口径40mm単装機銃×2基                             |
| 兵装       | 50口径76mm連装速射砲×1基                                      | アスロック8連装発射機×1基                          | ファランクス 20mmCIWS×1基                          |
| 兵装       | リンボーMk.10対潜迫撃砲×2基                                   | リンボーMk.10対潜迫撃砲×1基                        | ハープーンSSM 4連装発射筒×2基                      |
| 兵装       | リンボーMk.10対潜迫撃砲×2基                                   | 324mm3連装短魚雷発射管×2基                         |                                                    |
| C4I        | CIC設置                                                       | ADLIPS 戦術情報処理装置                            | ADLIPS 戦術情報処理装置                            |
| レーダー   | AN/SPS-12 対空捜索用                                          | SPS-503 対空捜索用                                 | SPS-503 対空捜索用                                 |
| レーダー   | AN/SPS-10 対水上捜索用                                        |                                                    |                                                    |
| ソナー     | SQS-501 海底捜索用 (英162型)                                  | SQS-501 海底捜索用 (英162型)                       | SQS-501 海底捜索用 (英162型)                       |
| ソナー     | SQS-503 捜索用                                                |                                                    |                                                    |
| ソナー     | －                                                            | SQS-505可変深度式                                  | SQS-505可変深度式                                  |
| 電子戦     | DAU HF/DF装置                                                 | CANEWS電波探知妨害装置                             | CANEWS電波探知妨害装置                             |
| 電子戦     | －                                                            | AN/ULQ-6電波妨害装置                               | AN/ULQ-6電波妨害装置                               |
| 電子戦     | －                                                            | Mk.137 6連装デコイ発射機×4基                       |                                                    |

## 同型艦

### 一覧表
| 艦番号  | 艦名                              | 建造所                            | 起工           | 進水            | 就役            | 退役            |
| ------- | --------------------------------- | --------------------------------- | -------------- | --------------- | --------------- | --------------- |
| DDE 235 | ショーディエール HMCS Chaudiere   | ビッカース モントリオール         | 1953年 7月30日 | 1957年 11月13日 | 1959年 11月14日 | 1974年 5月23日  |
| DDE 236 | ガティノー HMCS Gatineau          | ハリファックス造船 ハリファックス | 1953年 7月30日 | 1957年 11月13日 | 1959年 11月14日 | 1996年 5月24日  |
| DDE 256 | セント・クロイス HMCS St. Croix   | デイビー造船所 レヴィ             | 1953年 4月30日 | 1957年 6月3日   | 1959年 2月17日  | 1974年 11月15日 |
| DDE 257 | レスティゴーシュ HMCS Restigouche | ビッカース モントリオール         | 1953年 7月17日 | 1954年 11月22日 | 1958年 6月7日   | 1994年 8月31日  |
| DDE 258 | クートニー HMCS Kootenay          | バラード造船所 ノースバンクーバー | 1952年 8月21日 | 1954年 6月15日  | 1959年 3月7日   | 1995年 11月18日 |
| DDE 259 | テラ・ノヴァ HMCS Terra Nova      | ビクトリア機械廠 ビクトリア       | 1953年 6月11日 | 1955年 6月21日  | 1959年 6月6日   | 1997年 7月11日  |
| DDE 260 | コロンビア HMCS Columbia          | バラード造船所 ノースバンクーバー | 1952年 6月11日 | 1956年 11月1日  | 1959年 11月7日  | 1974年 2月18日  |

### 運用史
本級の1隻である「クートニー」（258）は、1969年に右舷のギア・ボックスが爆発するという事故を起こし、9名の死者を出した。これは、カナダ海軍が平時に経験した事故としては最悪のものである。
本級のうちの3隻は1974年に予備役に編入された。のこる4隻は運用を継続したが、後継となるハリファックス級フリゲートの就役開始に伴い、1994年から1997年までに全艦が退役した。